# Frank Schreiner
Francis Louis „Frank” Schreiner (ur. 24 marca 1879 w Saint Louis, zm. 6 lipca 1937 w Chicago) – amerykański piłkarz wodny, medalista olimpijski z Letnich Igrzysk 1904 w Saint Louis.
Razem z klubem Missouri Athletic Club zdobył brązowy medal w turnieju piłki wodnej.